# Представление, или Шарлотта и её стейк
Представление, или Шарлотта и её стейк (фр. Présentation ou Charlotte et son steak) — короткометражный фильм режиссёра Эрика Ромера, снятый в 1951.

## Сюжет
Зима. Титры на экране сообщают: «Шарлотта еще не покинула родную Швейцарию. Вальтер представляет ей Клару в надежде вызвать ревность».
Трое идут по заснеженной дороге. Клара заявляет, что очень спешит, после чего быстро уходит. На Шарлотту представление, устроенное Вальтером, не производит сильного впечатления. Она собирается на вокзал, но заходит домой выпить кофе и согреться. Вальтер увязывается за ней, и Шарлотта с большой неохотой позволяет ему постоять у двери на коврике, пока она варит кофе и разжаривает стейк.
Все попытки соблазнения оказываются неудачными, поскольку Шарлотта утверждает, что не любит Вальтера, и не верит, что у него есть к ней настоящие чувства. В конце концов, Вальтеру удается добиться нежного поцелуя, но он оказывается прощальным, после чего Шарлотта садится в поезд.

## В ролях
- Жан-Люк Годар — Вальтер
- Анн Кудре — Шарлотта (голос Стефан Одран)
- Андре Бертран — Клара (голос Анны Карины)

## О фильме
«Шарлотта и её стейк» считается второй режиссёрской работой Ромера, и первой его сохранившейся лентой, поскольку фильм 1950 года «Дневник злодея» утрачен. Съемки частично финансировал Жан-Клод Рей. Картина была снята в период сотрудничества Ромера с Жан-Люком Годаром. Между 1951 и 1959 режиссёры поставили по две короткометражки с одними и теми же персонажами и в похожей стилистике (так называемая серия «Шарлотта и Вероника»).
В ленте заняты непрофессиональные актеры. Из-за нехватки средств картина была озвучена только в 1960 году, когда Годар добился известности. Эрик Ромер решил использовать это обстоятельство для завершения работы и выпуска фильма.
На самом деле точная дата съемок неизвестна, сам Ромер утверждал, что лента была снята перед фильмом 1952 года «Девочки-модели». Релиз отреставрированной копии, изданной в 2013 году на DVD сопровождается пояснением, что действие, судя по фасонам одежды, происходит в начале 1950-х.

## Комментарии
1. ↑  В отреставрированной версии
2. ↑  «Вероника и её лентяй» Ромера; «Шарлотта и её Жюль» и «Все ребята зовутся Патриками» («Шарлотта и Вероника») Годара